# Alessandro Monti (patriota)
Alessandro Monti (Brescia, 1818 – Torino, 1854) è stato un militare e patriota italiano.
Il barone Alessandro Monti fu un nobile bresciano che intraprese la carriera militare raggiungendo il grado di colonnello; comandò la Legione italiana, un gruppo di volontari che combatterono nella guerra di indipendenza ungherese del 1848-49.

## Biografia
Inizialmente Monti era arruolato nell'esercito asburgico, con il grado di capitano, raggiunto nel 1845. 

### Prima guerra d'indipendenza (1848)
In seguito alla sollevazione del milanese nel 1848, a trent'anni Monti rassegnò le dimissioni dall'esercito imperiale (che tuttavia non le accettò) e sposò la causa italiana. 
Preparò la guardia cittadina di Brescia mentre il Regno Lombardo-Veneto veniva invaso dalle truppe di Carlo Alberto di Savoia e il Piemonte dichiarava guerra all'Austria, con lo scopo di procedere all'unificazione della penisola. All'arrivo del colonnello La Marmora, Monti fece trovare 10.000 uomini ben disciplinati, inclusi i volontari (la disciplina e l'ordine dei suoi soldati fu un tratto distintivo della sua carriera). 
Mise quindi i suoi servigi a disposizione dell'esercito sabaudo e combatté sotto il generale Giovanni Durando la guerra per il Lombardo-Veneto contro l'Impero. Nonostante l'esito negativo del conflitto per il Piemonte, Monti si mise in luce nei pressi del monte Suello, quando con un'abile manovra riuscì ad evitare l'accerchiamento dell'esercito piemontese per mano austriaca e consentì di ottenere la vittoria in quello scontro. 
Il conflitto si concluse con la sconfitta piemontese a fine luglio 1848 a Custoza. Nell'armistizio Salasco non era specificato se anche i volontari, oltre ai soldati regolari, fossero al riparo dalle rappresaglie austriache. Per tale ragione, l'esercito di Durando che tornava dal Trentino verso il Piemonte e che disponeva di un gran numero di volontari si trovava in una situazione ambigua e pericolosa. Monti pertanto occupò la città di Bergamo prima del previsto sopraggiungere delle forze austriache e, dal momento che esse non avevano il necessario per assediare la città, trattò condizioni favorevoli che consentirono ai volontari di rientrare senza pericolo in territorio sabaudo. 

### Tentata missione diplomatica in Ungheria
La situazione di stallo venutasi a creare in seguito all'armistizio faceva soffrire Monti, che sentiva il dovere morale di combattere per l'unità nazionale e vedeva nell'Asburgo il tiranno oppressore; per sua fortuna il governo piemontese vide nel dicembre del 1848 una successione al vertice (da Ettore Perrone di San Martino a Vincenzo Gioberti) e un cambiamento di rotta della politica estera verso la ripresa dei progetti unificatori e, inevitabilmente, della guerra con l'Austria. Monti fu pertanto nominato inviato di S.M. Carlo Alberto e inviato in Ungheria con il fine di tessere un'alleanza antiasburgica (anche l'Ungheria era prossima alla rivoluzione) e tentare di pacificare le relazioni tra ungheresi da una parte e serbi e croati dall'altra: qualora ciò fosse avvenuto, si sarebbe potuta creare una quadruplice alleanza contro l'Impero asburgico che avrebbe poputo liberare il nord Italia, Croazia, Serbia e Ungheria dal giogo asburgico. 
Monti impiegò un mese per giungere solo fino a Belgrado. Tentò di attraversare due volte la frontiera serba per dirigersi in Ungheria ma una volta, mentre navigava di notte presso Ada-ka-lè, fu avvistato, imprigionato e torturato; la seconda fu fermato da guardie russe in Transilvania che lo derubarono e privarono dei documenti ufficiali (fu lui a bruciarli per non farsi scoprire). 
Si diresse quindi a Costantinopoli presso il ministro plenipotenziario piemontese Romualdo Tecco, che lo rifornì dei documenti perduti e dei soldi: durante questo tragitto rischiò di morire assiderato sulle montagne bulgare; venne riportato a Costantinopoli legato al dorso di un cavallo. 
Ritornò quindi a Belgrado e scoprì, con immenso dolore, che il Piemonte aveva ritentato la guerra contro l'Austria e a Novara aveva subito una cocente sconfitta. Il governo vide un cambio di vertice e il potere passo al generale Gabriel De Launay che intimò a Monti il rimpatrio immediato e la cessazione di qualsiasi attività che avrebbe potuto compromettere la posizione del Piemonte sconfitto di fronte all'Impero. 

### Al comando della Legione italiana d'Ungheria

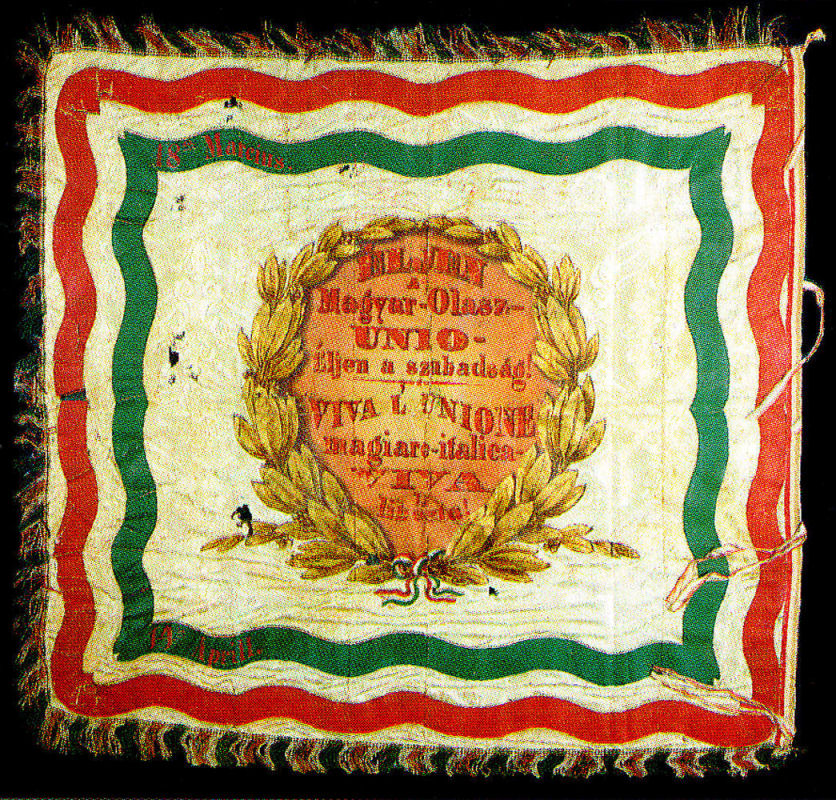
La bandiera della Legione italiana d'Ungheria

Il fronte bellico si era intanto spostato in Ungheria, che dal settembre 1848 era in rivolta contro l'Austria con lo scopo di abbandonare la monarchia asburgica. Monti scelse quindi di disobbedire all'ordine di rimpatrio e tentò per la terza volta di passare la frontiera. 
Da dopo Novara in poi, Monti agirà come individuo privato e non come rappresentante del Piemonte. Questa volta il passaggio andò bene e riuscì a raggiungere le armate del generale Józef Bem (polacco ma in forza all'esercito ungherese). Di qui a poco venne in contatto con Lajos Kossuth, l'eroe della rivoluzione ungherese, e con lui concordò l'istituzione di una Legione italiana in forza all'esercito ungherese. 
Nel marzo del 1849 venne nominato comandante della Legione che ammontava, in quel momento, a circa 1250 uomini (in seguito diverranno circa 1400 con l'innesto dei cavalleggeri Kress). Tali soldati erano per lo più disertori dell'esercito imperiale (Reggimento Zanini, Ceccopieri e Kress) o prigionieri politici (circa 400) italiani incarcerati a Szeged.
Durante i conflitti di giugno, le iniziali aspettative di vittoria di Monti vanno via via scivolando verso la certezza circa l'imminenza della sconfitta ungherese. Nonostante ciò, egli combatté agguerritamente. Quando, nei primi di agosto 1849, l'esercito ungherese era ormai sconfitto, Monti tutelò la fuga dell'esercito in rotta dalle rappreseglie austriache. A fianco alla Legione polacca, la Legione italiana impedì agli inseguitori di rastrellare gli ungheresi e consentì ad essi di defluire verso i domini ottomani.
Con pochi uomini, Monti tenne testa ad uno dei più forti eserciti della storia e si distinse per ordine e disciplina. 
Dopo essere anche lui riparato in Turchia con i soli 450 legionari superstiti, Monti attese 7 mesi che il governo piemontese si degnasse di considerare la loro sorte, dal momento che si trovavano in condizione miserevoli.
Al suo ritorno in Piemonte la Legione fu sciolta per non dare adito a polemiche con Vienna e Monti fu relegato ai margini della vita pubblica. Morì a Torino cinque anni più tardi, a soli trentacinque anni, nel 1854.

### Memoria

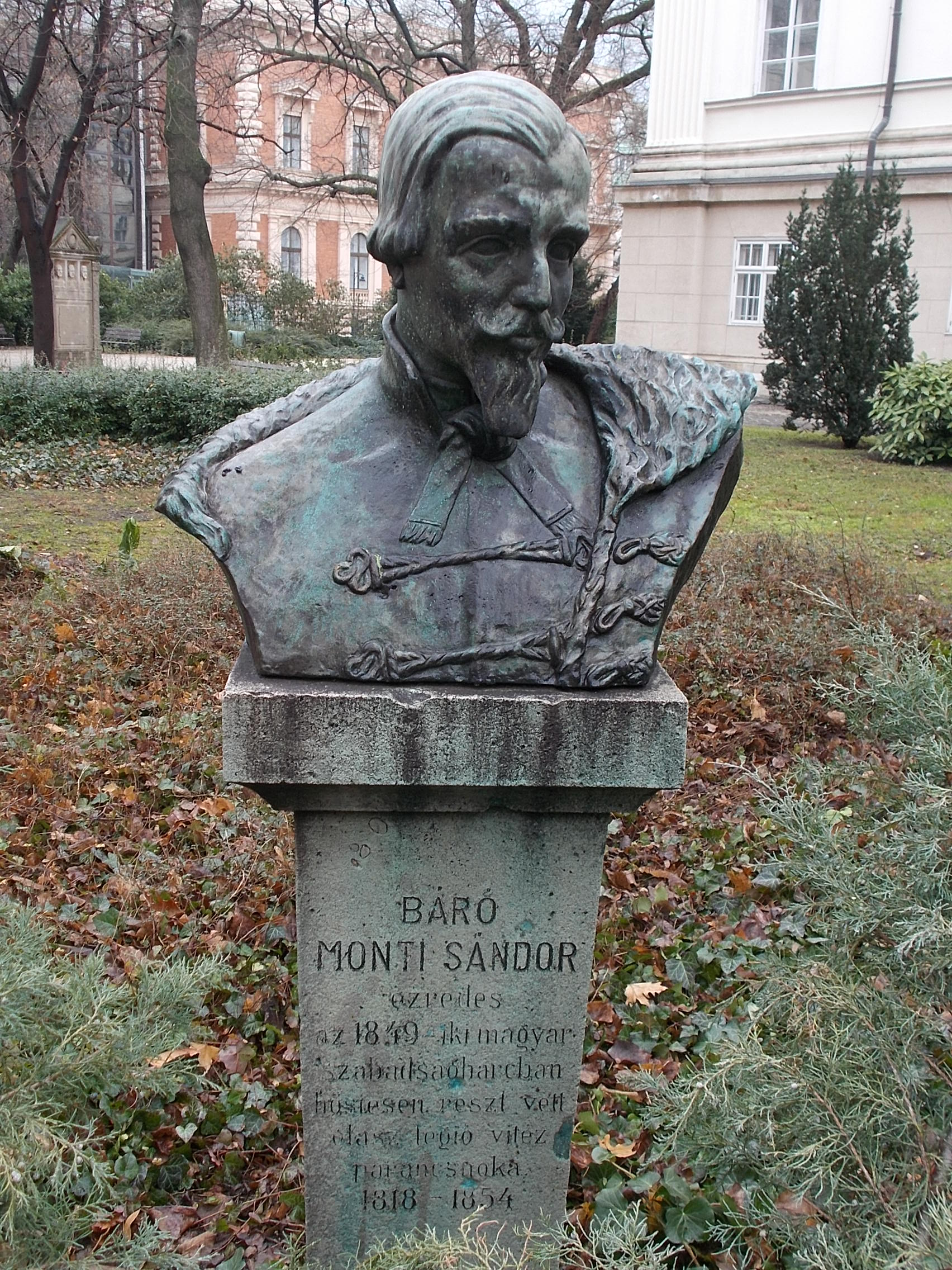
Busto al Barò Monti Sandor nel giardino del Museo Nazionale Ungherese.

Monti è considerato un eroe nazionale in Ungheria, assieme a Görgey Artúr, Móga János, Henryk Dembiński, Józef Bem, Jozef Wysocki, Vetter Antal, e Peter Giron. Gli è dedicato un busto (come Barò Monti Sandor) nel giardino del Museo Nazionale Ungherese.
Gli è dedicato anche un busto nei giardini di Porta Venezia a Brescia sul cui basamento è riportata l'iscrizione:
A BRESCIA GLORIOSA
PATRIA DEL BARONE ALESSANDRO MONTI
COMANDANTE NEL 1848 DEI BRESCIANI INSORTI
INVIATO DA CARLO ALBERTO A LUIGI KOSSOUTH
DUCE DELLA LEGIONE ITALIANA D'UNGHERIA
NELLA CAMPAGNA DEL 1849
OFFRE
LA SOCIETA' "MATTIA CORVINO" DI BUDAPEST
SEGNO DI RICONOSCENZA
DELLA GRATA UNGHERIA